# Artjom Wjatscheslawowitsch Kossow

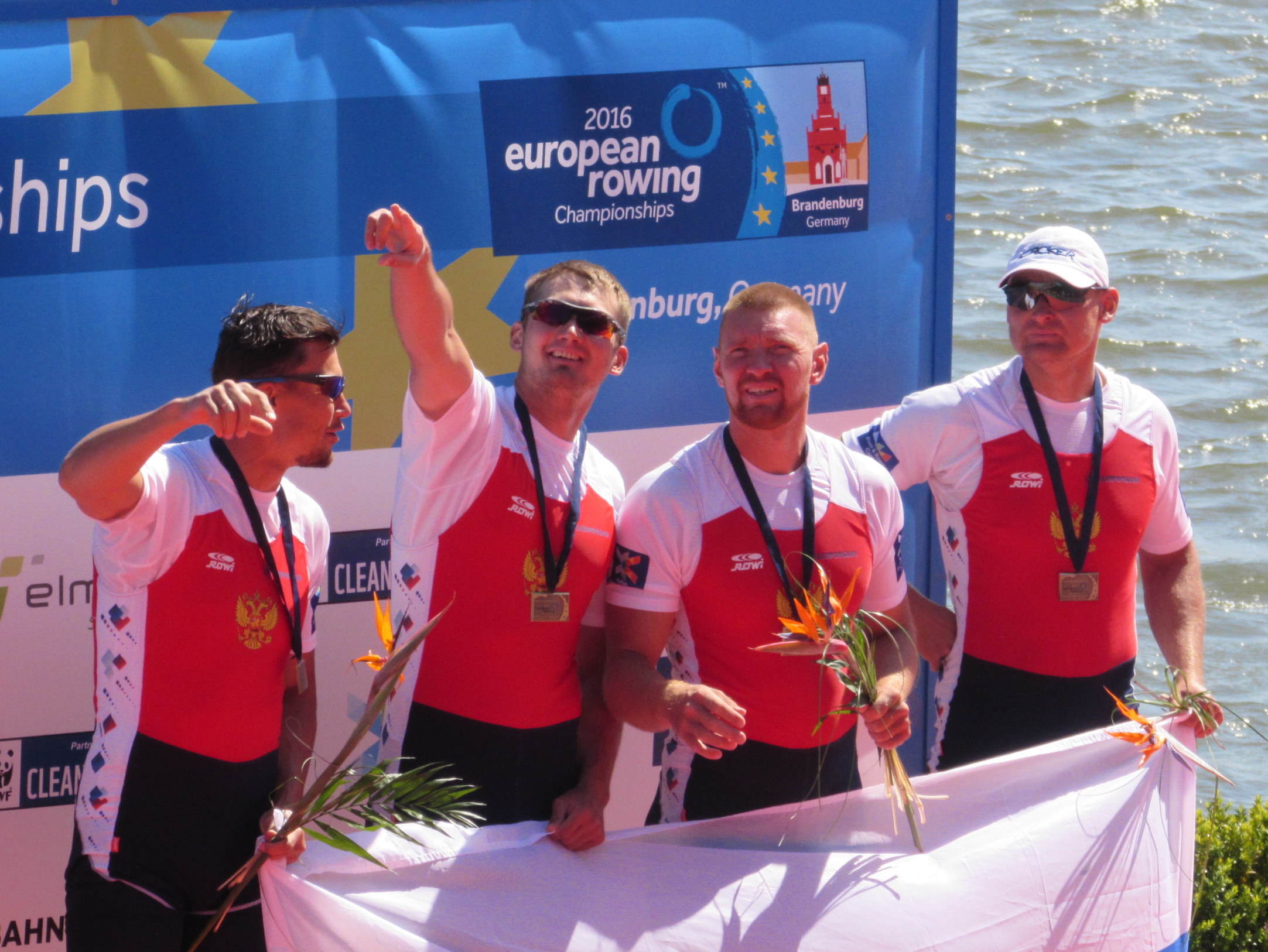
V. l. n. r.: Fedorowzew, Rjabzew, Kossow und Morgatschow bei der EM 2016

Artjom Wjatscheslawowitsch Kossow (russisch Артём Вячеславович Косов; * 4. August 1986 in Kasan) ist ein russischer Ruderer.

## Sportliche Karriere
Kossow gewann bei den Juniorenweltmeisterschaften 2003 und 2004 jeweils die Silbermedaille mit dem Doppelvierer. Bei U23-Weltmeisterschaften steigerte er sich mit dem Doppelvierer über den elften Platz 2006 und den sechsten Platz 2007 auf den vierten Platz 2008. In seinem ersten Jahr in der Erwachsenenklasse belegte Kossow mit dem Doppelvierer den neunten Platz bei den Weltmeisterschaften 2009. Bei den Europameisterschaften 2009 trat Kossow im Einer an und belegte den achten Platz. 2010 ruderte er wieder im Doppelvierer, nach dem fünften Platz bei den Europameisterschaften erreichte das Boot auch bei den Weltmeisterschaften das A-Finale und belegte den sechsten Platz. Zusammen mit Dmitri Chmylnin im Doppelzweier belegte Kossow den 15. Platz bei den Weltmeisterschaften 2011, bei den Europameisterschaften zum Saisonausklang 2011 erhielten die beiden die Bronzemedaille. 2012 versuchte sich Kossow im Einer für die Olympischen Spiele in London zu qualifizieren, verfehlte dieses Ziel aber deutlich, als er bei der entscheidenden Regatta in Luzern nicht ins Finale kam.
2013 trat Kossow bei den Europameisterschaften im Vierer ohne Steuermann an und belegte den elften Platz, bei den Weltmeisterschaften erreichte er im Einer den zehnten Rang. 2014 wechselte Kossow in den russischen Achter, nach der Silbermedaille bei den Europameisterschaften erreichte er den sechsten Platz bei den Weltmeisterschaften. Auch bei den Europameisterschaften 2015 erhielt der russische Achter eine Medaille, und zwar die Bronzene. Mit einem fünften Platz bei den Weltmeisterschaften 2015 qualifizierte sich der Achter direkt für die Olympischen Spiele 2016. Vor der Saison 2016 wechselten Nikita Morgatschow und Artjom Kossow aus dem für die Olympischen Spiele bereits qualifizierten Achter in den noch nicht qualifizierten Doppelvierer. Zusammen mit Wladislaw Rjabzew und Sergej Fedorowzew gewannen sie im russischen Doppelvierer die Bronzemedaille bei den Europameisterschaften 2016 und qualifizierten sich kurz darauf als Sieger der Olympiaqualifikation in Luzern für die Olympischen Spiele in Rio de Janeiro. Diese Qualifikation wurde Ende Juni 2016 wegen des Dopingfalles um Fedorowzew vom Weltruderverband widerrufen. Bei den Spielen in Rio de Janeiro startete nur ein einziges russisches Boot. Der Vierer ohne Steuermann wurde zusammengesetzt aus Anton Saruzki, Artjom Kossow, Nikita Morgatschow und Wladislaw Rjabzew. Diese vier Ruderer gehörten zu den 9 von 28 gemeldeten Ruderern, die nicht aufgrund fehlender Dopingtests außerhalb Russlands oder nachgewiesener Verwicklung in das russische Dopingsystem gesperrt worden waren. Dieser kurzfristig zusammengesetzte Vierer erreichte bei den Olympischen Spielen 2016 in Rio de Janeiro den zehnten Platz.